# Troy Floyd
Troy Floyd (* 5. Januar 1901 in Texas; † 16. Juli 1953 in San Diego, Kalifornien) war ein US-amerikanischer Musiker (Tenor- und Altsaxophon, Klarinette) und Leiter einer Territory Band in San Antonio, die dem Kansas City Jazz zuzurechnen ist.

## Leben und Wirken
Troy Floyd leitete ab Mitte der 1920er Jahre in San Antonio eigene Bands; sein erstes Ensemble war ein Sextett, das er 1924 gegründet hatte und 1926 zu einem Nonett erweiterte. Floyd war mit seiner Band regelmäßig im örtlichen Radiosender HTSA zu hören, der seine Auftritte im Plaza Hotel in San Antonio übertrug. Daher wählte die Band als Name Troy Floyd and His Plaza Hotel Orchestra, als am 14. März 1928 erste Plattenaufnahmen für Okeh Records entstanden (Shadowland Blues/Dreamland Blues). Das Orchester gehörte damals zu den ersten afroamerikanischen Bands, von denen Schallplatten erschienen. Floyds Band hatte auch ein Engagement im Shadowland Club, woher sich der Titel des Shadowland Blues ableitete. Zu den damaligen Musikern Floyds gehörten der Trompeter Claude „Benno“ Kennedy und der Saxophonist Siki Collins. Zwischen 1926 und 1929 spielte in Floyds Band auch Trompeter Don Albert; 1929 kam der Tenorsaxophonist Herschel Evans hinzu, der mit der Gruppe den „Dreamland Blues“ einspielte, auf dem Evans’ erstes auf Schallplatte aufgenommenes Solo zu hören sein soll. Mit der Band spielten auch eine Reihe weiterer später bekannter Jazzmusiker, wie Hot Lips Page, Chester Boone oder Buddy Tate. 1932 löste Floyd die Band auf. Er arbeitete in späteren Jahren als Leiter einer Poolbillard-Halle in San Diego (Kalifornien), wo er im Juli 1953 starb.

## Diskographische Hinweise
- Jazz in Texas, 1924–1930 (Timeless Records ed. 1997)